# Мясоєдов Микола Михайлович
Микола Міхайловіч Мясоєдов (рос. Николай Михайлович Мясоедов) (1938–†2013) — російський дипломат. Генеральний консул Російської Федерації у Львові (Україна) (2000–2003).

## Біографія
Народився в 1938 році в селі Олексіївка Бєлінського району Пензенської області. У 1980 році закінчив Дипломатичну академію Міністерства іноземних справ СРСР.
З 1957 по 1960 рр. служив у військово-морському флоті у місті Владивосток.
Почав свій трудовий шлях міліціонером в 43 відділенні міліції міста Москва. Працював на різних посадах в московській міліції.
З 1967 по 1977 рр. — на партійно-громадській роботі в Краснопресненському районі Москви.
З 1980 року — перший секретар Посольства СРСР в Алжирській Народній Демократичній Республіці. Надалі він займав різні посади в Центральному апараті МЗС СРСР і Росії, працював за кордоном, у тому числі в Посольстві СРСР в Народній Республіці Конго.
Був Генеральним консулом Російської Федерації в алжирському місті Аннаба.
З 2000–2003 рр. — Генеральний консул Російської Федерації в українському місті Львів.